# Karl Mollweide
Karl (Duits: Carl) Brandan Mollweide (Wolfenbüttel, 3 februari 1774 − Leipzig, 10 maart 1825) was een Duits wiskundige en astronoom. Hij staat bekend om de naar hem genoemde kaartprojectie en goniometrische identiteiten.
In 1793, na het doorlopen van de lagere school en het gymnasium in Wolfenbüttel, begon hij de studie wiskunde aan de toenmalige Universiteit van Helmstedt. Hij rondde die studie af in 1796 onder leiding van Johann Friedrich Pfaff, waarna hij aan die universiteit aangesteld werd als docent voor de wiskundepropedeuse. Na een jaar zegde hij die positie op en werd in 1800 tot hoogleraar wiskunde benoemd aan de Universiteit van Halle. In 1811 vertrok hij uit Halle in verband met een aanstelling als hoogleraar astronomie aan de Universiteit Leipzig. Hij was daar ook directeur van de sterrenwacht. Uit onvrede met zijn functioneren als astronoom verruilde hij die functie in 1814 voor die van hoogleraar in de wiskunde in Leipzig. De astronomieleerstoel werd twee jaar later bezet door August Möbius, die al in 1811 student was van Mollweide en door hem enthousiast gemaakt was voor de wiskunde, maar die in 1815 afgestudeerd was (ook bij Pfaff) in de astronomie. Mollweide was van 1820-1823 decaan van de filosofische faculteit van de universiteit.
Tijdens zijn verblijf in Halle publiceerde Mollweide onder meer:
- in 1806 - Analytische Theorie der stereographische Projektion; in: Monatliche Correspondenz zur Beförderung der Erd- und Himmelskunde; vol. 14;
- in 1807 - Einige Projektionsarten der sphäroidischen Erde; ibid. vol. 16;
- in 1808 - Zusätze zur ebenen und sphärischen Trigonometrie; ibid. vol. 18.

In de eerste twee artikelen beschreef hij de naar hem vernoemde projectiemethode, in het derde de goniometrische formules. Mollweide heeft zich ook beziggehouden met de kleurenleer van Goethe, gezien de volgende publicaties:
- 1810 - Prüfung der Farbenlehre des Herrn von Göthe und Verteidigung des Newtonschen Systems gegen dieselbe;
- 1811 - Darstellungen der optischen Irrtümer in Herrm von Göthes Farbenlehre.

- Gemeinsame Normdatei: 100810853
- International Standard Name Identifier: 0000 0001 0676 9791
- Library of Congress Control Number: no2010179435
- Mathematics Genealogy Project: 140135
- Nationale Bibliotheek van Tsjechië: ntk20241215303
- Nationale Bibliotheek van Israël: 987007569893005171
- Nationale Bibliotheek van Polen: a0000001193306
- Nederlandse Thesaurus van Auteursnamen: 151026912
- Système universitaire de documentation: 188100261
- Virtual International Authority File: 42194434
- WorldCat: E39PBJcGmmbD9TtgYQD86QJkXd